# Обернфелд
Обернфелд (њем. Obernfeld) општина је у њемачкој савезној држави Доња Саксонија. Једно је од 29 општинских средишта округа Гетинген. Према процјени из 2010. у општини је живјело 976 становника. Посједује регионалну шифру (AGS) 3152018.

## Географски и демографски подаци
Обернфелд се налази у савезној држави Доња Саксонија у округу Гетинген. Општина се налази на надморској висини од 171 метра. Површина општине износи 10,7 km². У самом мјесту је, према процјени из 2010. године, живјело 976 становника. Просјечна густина становништва износи 91 становника/km².